# 日本赤十字社助産師学校
日本赤十字社助産師学校（にほんせきじゅうじしゃ じょさんしがっこう）は、東京都渋谷区広尾に所在する私立の専修学校。日本赤十字社医療センターの附帯事業として運営されている。

## 概説
1922年（大正11年）5月、日本赤十字社産院の附帯事業として日本赤十字社附属産婆養成所を創設。その後、日本赤十字社助産婦学校など、数回の校名変更を経て、日本赤十字社助産師学校となった。実践能力のある助産師の養成を図っている。

### 学生数・教員数
|                | 人数 | 人員詳細                            | 特記事項                         |
| -------------- | ---- | ----------------------------------- | -------------------------------- |
| 学生           | 40人 |                                     |                                  |
| 専任教員       | 5人  | 副校長1人、教務主任1人、専任教師3人 | 教員全員が助産師資格を有している |
| 非常勤教員     | 58人 |                                     |                                  |
| 2018年度の統計 |      |                                     |                                  |

## 教育
学生定員は40人で就業年限は1年間。「保健師助産師看護師等学校養成所指定規則」で規定されている教科目（以下規定科目、計33単位）の他、独自の教科目（以下独自科目、計2単位）を加え、総計35単位990時間を卒業要件としている。
| 教科目         | 単位数   | 出典     |
| 規定科目       | 規定科目 | 規定科目 |
| -------------- | -------- | -------- |
| 基礎助産学     | 10単位   | [ 1 ]    |
| 地域母子保健   | 2単位    | [ 1 ]    |
| 助産診断技術学 | 8単位    | [ 1 ]    |
| 助産管理       | 2単位    | [ 1 ]    |
| 臨地実習       | 11単位   | [ 1 ]    |
| 独自科目       |          |          |
| 看護研究       | 1単位    | [ 1 ]    |
| 赤十字概論     | 1単位    | [ 1 ]    |

また、日本赤十字社医療センターが主な実習施設となっており、当該センターの医師、看護スタッフが講義・演習における講師を務めることがある。

## 取得できる資格・免許状
- 受胎調節実地指導員認定資格[3]
- NCPR Aコース[3]
- 助産師国家試験受験資格[3]